# Union patriotique (Panama)
Pour les articles homonymes, voir Union Patriotique.
L'Union patriotique (Unión Patriótica) est un parti politique libéral panaméen.

## Historique
L'Union patriotique est un parti politique libéral qui a été fondé en 2006 par la fusion du parti Solidarité et du Parti libéral national.
En mars 2009, l'Union patriotique revendiquait 87 875 adhérents, ce qui en ferait le quatrième parti du Panama en termes de masse militante.
Membre de la coalition de droite majoritaire à l'issue des élections de 2009, l'Union patriotique a obtenu 5,7 % des voix et 4 sièges de députés, contre un total de douze obtenu par les deux partis à l'origine de l'UP en 2004.